# Beriotisia copahuensis
Beriotisia copahuensis là một loài bướm đêm thuộc họ Noctuidae. Nó được tìm thấy ở vùng Maule và đảo Guarello ở Chile và tỉnh Neuquén của Argentina.
Sải cánh dài 34–42 mm. Con trưởng thành bay vào tháng 1.